# Ein Froschmann an der Angel
Ein Froschmann an der Angel (Originaltitel: The Big Mouth) ist eine US-amerikanische Kriminalkomödie von 1967 unter der Regie von Jerry Lewis, der außerdem für die Produktion verantwortlich war, am Buch mitwirkte und die Hauptrolle spielt.  Weitere tragende Rollen sind besetzt mit Harold J. Stone und Susan Bay.
Der Film beruht auf einer Geschichte von Bill Richmond.

## Handlung
Als der Buchhalter Gerald Clamson an einem schönen Sommertag in San Diego seinem Hobby, dem Angeln, nachgeht wird er in die Streitigkeiten zweier rivalisierender Gangsterbanden hineingezogen. Statt eines Fisches hat Gerald nämlich einen Froschmann an der Angel, der etwas über gestohlene Diamanten murmelt, Gerald noch weitere Informationen über deren Verbleib gibt, und auf ein nahegelegenes Hotel verweist, bevor einige Männer ihn offenbar töten wollen. Unglücklicherweise sieht der Buchhalter diesem Froschmann zum Verwechseln ähnlich. Um sich zu schützen tarnt Gerald sich daraufhin mit einer Brille, einem alten Anzug aus Tweed und legt sich den Akzent eines reichen Exzentrikers zu.
Also macht Gerald sich auf die Suche des ihm von dem Froschmann angedeuteten Hotels. Offenbar gehörte der Taucher zu einer Bande, die einer anderen Gangsterbande, nämlich der Fancher-Bande und deren Anführer Thor, Diamanten gestohlen hat. So stößt er auf das „Hilton Inn“ und trifft dort auch die Stewardess Suzie, in die er sich verliebt. Außerdem lernt er dort Bambi kennen, eine wasserstoffblonde Schönheit, die sich als Personalchefin des Hotels ausgibt, aber in Wahrheit zu Thors Bande gehört. Sie kümmert sich um die Weiterleitung der gestohlenen Diamanten. Wie Gerald herausfindet scheint auch der Asiate Fong, der im Vergnügungspark von Sea World einen Perlenladen betreibt, führend in die ganze Angelegenheit verwickelt zu sein.
Aber wo im Hotel gibt es Hinweise auf das Diamantenversteck von dem der Froschmann erzählt hat. Das herauszufinden ist nicht einfach, da Gerald sich mit jeder Menge fragwürdiger Gestalten herumschlagen muss. Vorsehen muss er sich auch vor dem Direktor des Hotels, Hodges, der ihm auf die Spur kommt und seine doppelte Identität zu durchschauen droht. So kommt es, dass man sowohl Gerald, der sich immer wieder verkleidet, wie auch seine Freundin Suzie kreuz und quer durch die Stadt hetzt. Gerald verliert jedoch sein Vorhaben, das Diamantenversteck zu finden, trotz aller Widrigkeiten nicht aus den Augen. Als sich dann auch noch die Polizei einschaltet, weiß man zeitweise überhaupt nicht mehr, wer auf wessen Seite kämpft.
Zu guter Letzt jedoch entkommen Gerald und Suzie dem fürchterlichen Chaos, ohne die Diamanten gefunden zu haben. Eine gewaltige Überraschung erwartet sie jedoch noch, gerade als sie sich an der Stelle, wo alles begann, küssen wollen, rücken die rivalisierenden Bandenmitglieder erneut an, aber nicht nur sie, sondern auch der totgeglaubte Froschmann taucht ganz plötzlich aus dem Wasser vor ihnen auf und schon stürzen sich die Verfolger auf ihn und Gerald und Suzie haben endlich ihre Ruhe.

## Produktionsnotizen
Die Dreharbeiten fanden in San Diego statt, einschließlich der Sequenzen im Sea World, weitere Aufnahmen entstanden in der Umgebung von Los Angeles und im Studio von Columbia. Es handelt sich um eine Jerry Lewis Produktion der Columbia Pictures. Für Jerry Lewis war es sein 36. Film als Schauspieler und sein achter als Regisseur. Lewis selbst hat über diesen Film gesagt, dass er „Spaß gemacht“ habe und eine „tolle Zeit in seinem Leben“ gewesen sei. Allerdings glaube man, dass „ein Projekt weit größer“ sei, „als es dann wirklich ist, während man sich darin befinde“. Laut Jerry Lewis’ Biografen James Neibaur und Ted Okuda stellte dieser Film eine bewusste Rückkehr zu Jerry wild-verrückten Comic-Wurzeln dar. Der Film sei eine satirische Sicht auf Spionagefilme der Vergangenheit wie beispielsweise die James-Bond-Filme. Ursprünglich vorgesehene Original-Filmtitel waren Mind Your Own Business beziehungsweise Ready, Set, Die. Der Titel wurde dann in letzter Minute noch einmal geändert. Susan Bay, die die weibliche Hauptrolle spielt, ist die Cousine des Regisseurs Michael Bay und die spätere Ehefrau von Leonard Nimoy. Es war eine ihrer ersten Filmrollen. Charlie Callas gab hier sein Filmdebüt. Lewis hatte ihn unter seine Fittiche genommen, da er viel von ihm hielt. Zwar spielte der Film mehr ein, als die vorangegangenen drei Filme von Jerry Lewis, galt aber immer noch als Enttäuschung. Der Fotograf Ernest Laszlo übernahm die Kamera, nachdem Wallace Kelley erkrankte.
Premiere hatte der Film am 21. Juni 1967 in Saint Louis, am 12. Juli 1967 kam er dann in den USA in die Kinos. In der Bundesrepublik Deutschland lief er am 7. September 1967 an, in Österreich startete er ebenfalls im September 1967.

## Kritik
Für das Lexikon des internationalen Films handelte es sich um eine „unterhaltsame Seriengroteske von und mit Jerry Lewis“.
Cinema war der Ansicht: „Dreist  und blöd gegen brav und bieder, diesem Gegensatz ringt der Film viele komische Momente ab.“ Die Bewertung mündete in das Fazit: „Auch mit der Angel fängt Jerry Pointen“.
Kino.de sprach von einer „sehr unterhaltsame[n] Komödie“, stellte auf die Leistung von Jerry Lewis ab und schrieb, dass „der Komiker hier wieder einmal in einer seiner besten Rollen – einer Doppelrolle – brilliere“.
In der New York Times war von einem „müden und übertriebenen“ Film die Rede, für die toten Strecken, gebe es jedoch auch „Momente von echter schöpferischer Brillanz“. Im Box-Office-Magazin war man der Ansicht, dass dieser Film Lewis „bester Film seit seinem Film Der verrückte Professor“ sei. Hollywood Reporter sprach von einem „ereignislosen Film, der im Schnitt wenig lustig und enttäuschend sei“. Shawn Levy beschrieb den Film als „seltsame Mischung aus Know-how und Dilettantismus“ und James Neibaur und Ted Okuda nannten ihn einen „großen Film im alten Stil“, der „besser sei, als die meisten Filme von Lewis“.
Dennis Schwartz war von dem Film nicht sehr angetan und sprach unter anderem von „abgestandenen Witzen, die meist nicht lustig“ seien und einer „leichten Geschichte, die überlang geraten“ sei. Zumindest „reiche es aber für das ein oder andere Gekichere“.
Sowohl mit Lob als auch mit Tadel wartet der Evangelische Film-Beobachter auf: „Trotz technischer Fertigkeiten und einiger guter Einfälle schwächer als die letzten Lewis-Streifen. Selbst Lewis-Fans der jüngeren Jahrgänge (ab 12) kaum zu empfehlen.“
Prisma lobt den Protagonisten: „In dieser köstlichen Groteske entfaltet Komikerstar Jerry Lewis sein ganzes Können und strapaziert die Lachmuskeln seines Publikums bis zum letzten. Lewis, in den Fünfzigerahren in Frankreich zum "König der Verrücktheit" gekürt, übernahm in dem Film nicht nur die Produktionskosten, er war auch Autor, Hauptdarsteller und Regisseur.“